# Kardos Andor
Kardos Andor, született Kohn Henrik (Nagyvárad, 1875. május 1. – Budapest, Ferencváros, 1938. március 18.) magyar színműíró.

## Életútja
Kohn Ignác és Klein Szeréna (Rozália) fia. 1897-ben lépett színi pályára, Polgár Bélánál. 1911 szeptemberétől a kolozsvári Magyar Színháznál játszott. 1912. október 12-én házasságra lépett Politzer Margittal (1882–1961). 1923-tól a marosvásárhelyi és nagyszebeni színtársulat igazgatója volt. Bűnös szerelem című népszínművét Nagyváradon (1910), Vilmos huszárok című operettjét – Nádor Mihály zenéjével – a budapesti Király Színházban (1914) mutatták be. Marosvásárhelyi alkotó esztendei után Aradon élt. Halálát fehérvérűség okozta.
A Kozma utcai izraelita temetőben nyugszik.

## Színművei
- Bűnös szerelem, népszínmű. Nagyvárad, 1910. január
- Vilmos huszárok, operett 3 felvonásban. Zenéjét szerezte: Nádor Mihály. Bemutató: 1914. november 13. Király Színház
- Éva és a férfiak, színjáték 3 felvonásban. Bemutató: 1920. február 27. Magyar Színház
- Babavásár, operett 3 f. Zenéjét szerezte: Nádor Mihály, verseit Kulinyi Ernő. Bemutató: 1922. február 16. Király Színház. 75-ik előadása: 1922. május 4.
- A sárga nagyúr (szimfónia egy felvonásban, Temesvár, 1923)
- Hasis. Táncos mimodráma előjátékkal, 3 képben. Zenéjét szerezte: Berény Henrik. Bemutató: 1923. november 20. Városi Színház. (Baden-Badenben 1923. szeptember 8. adták.)
- Négyesfogat (vígjáték két felvonásban, Temesvár, 1923)
- Szökik az asszony, operett 3 felvonásban, 5 képben. Zeneszerző: Brodszky Miklós. Verseit írta: Harmath Imre. Bemutató: 1929. június 14. Budai Színkör. 100. alkalommal: szeptember 13.. Városi Színház
- A biarritzi Vénusz, operett 3 felvonásban, 6 képben. Zenéjét szerezte: Harmath Imre, versek: Szenkár Dezső. Bemutató: 1930. január 30., Városi Színház

## Fordítása
- Angyalka, operett 3 felvonásban. Írta: Bruno Hardt. Zeneszerző: Robert Stolz. Fordította: Balassa Emil társaságában. Bem. 1920. július 24., Scala